# قنيطسة شونيزية الأوراق
القنيطسة شونيزية الأوراق (باللاتينية: Anacyclus nigellifolius) نوع نباتي يتبع جنس القنيطسة من الفصيلة النجمية.

## الموطن والانتشار
النبات واطن في بلاد الشام وتركيا والعراق وإيران.